# XXV Copa de España (football americano)
La XXV Copa de España è la 25ª edizione (24ª disputata) della coppa nazionale di football americano, organizzata dalla FEFA.

## Squadre partecipanti
| Club                   | Città               | Stadio | Sponsor ufficiale | Risultato nella stagione 2020 |
| ---------------------- | ------------------- | ------ | ----------------- | ----------------------------- |
| Alcobendas Cavaliers   | Alcobendas          |        |                   |                               |
| Badalona Dracs         | Badalona            |        |                   |                               |
| Fuengirola Potros      | Fuengirola          |        |                   |                               |
| Gijón Mariners         | Gijón               |        |                   |                               |
| Las Rozas Black Demons | Las Rozas de Madrid |        |                   |                               |
| Osos de Rivas          | Rivas-Vaciamadrid   |        |                   |                               |
| Zaragoza Hurricanes    | Saragozza           |        |                   |                               |

## Tabellone
|  | Quarti di finale       | Quarti di finale       | Quarti di finale       |                        |                        | Semifinali             | Semifinali     | Semifinali |  |  | XXV Finale | XXV Finale | XXV Finale |  |
|  |                        |                        |                        |                        |                        |                        |                |            |  |  |            |            |            |  |
|  |                        |                        |                        |                        |                        | Badalona Dracs         | Badalona Dracs | 39         |  |  |            |            |            |  |
|  |                        |                        |                        |                        |                        | Badalona Dracs         | Badalona Dracs | 39         |  |  |            |            |            |  |
|  |                        |                        | Gijón Mariners         | Gijón Mariners         | 6                      |                        |                |            |  |  |            |            |            |  |
|  | Gijón Mariners         | Gijón Mariners         | Gijón Mariners         | Gijón Mariners         | 6                      | 23                     |                |            |  |  |            |            |            |  |
|  | Gijón Mariners         | Gijón Mariners         |                        |                        |                        |                        |                |            |  |  |            |            |            |  |
|  | Zaragoza Hurricanes    | Zaragoza Hurricanes    | 22                     |                        |                        |                        |                |            |  |  |            |            |            |  |
|  | Zaragoza Hurricanes    | Zaragoza Hurricanes    | 22                     |                        | Badalona Dracs         | Badalona Dracs         | 14             |            |  |  |            |            |            |  |
|  |                        |                        |                        |                        |                        |                        |                |            |  |  |            |            |            |  |
|  |                        |                        | Las Rozas Black Demons | Las Rozas Black Demons | 7                      |                        |                |            |  |  |            |            |            |  |
|  | Las Rozas Black Demons | Las Rozas Black Demons | Las Rozas Black Demons | Las Rozas Black Demons | 7                      | 52                     |                |            |  |  |            |            |            |  |
|  | Las Rozas Black Demons | Las Rozas Black Demons |                        |                        |                        |                        |                |            |  |  |            |            |            |  |
|  | Fuengirola Potros      | Fuengirola Potros      | 14                     |                        |                        |                        |                |            |  |  |            |            |            |  |
|  | Fuengirola Potros      | Fuengirola Potros      | 14                     |                        | Las Rozas Black Demons | Las Rozas Black Demons | 42             |            |  |  |            |            |            |  |
|  |                        |                        |                        |                        | Las Rozas Black Demons | Las Rozas Black Demons | 42             |            |  |  |            |            |            |  |
|  |                        |                        | Osos de Rivas          | Osos de Rivas          | 6                      |                        |                |            |  |  |            |            |            |  |
|  | Alcobendas Cavaliers   | Alcobendas Cavaliers   | Osos de Rivas          | Osos de Rivas          | 6                      | 8                      |                |            |  |  |            |            |            |  |
|  | Alcobendas Cavaliers   | Alcobendas Cavaliers   |                        |                        |                        |                        |                |            |  |  |            |            |            |  |
|  | Osos de Rivas          | Osos de Rivas          | 18                     |                        |                        |                        |                |            |  |  |            |            |            |  |

## Quarti di finale
| Gijón 22 maggio 2021, ore 17:00 | Gijón Mariners | 23 – 22 referto | Zaragoza Hurricanes | Complejo Deportivo Las Mestas |

| Las Rozas de Madrid 29 maggio 2021, ore 14:30 | Las Rozas Black Demons | 52 – 14 referto | Fuengirola Potros | Campo de Rugby El Cantizal |

| Alcobendas 6 giugno 2021, ore 12:00 | Alcobendas Cavaliers | 8 – 18 referto | Osos de Rivas | Estadio José Caballero |

## Semifinali
| Badalona 13 giugno 2021, ore 11:00 | Badalona Dracs | 39 – 6 referto | Gijón Mariners | Camp Municipal de Montigalà |

| Las Rozas de Madrid 20 giugno 2021, ore 11:00 | Las Rozas Black Demons | 42 – 6 referto | Osos de Rivas | Campo de Rugby El Cantizal |

## Finale
| Badalona 26 giugno 2021, ore 19:00 | Badalona Dracs | 14 – 7 referto | Las Rozas Black Demons | Camp Municipal de Montigalà |

## Verdetti
- Badalona Dracs Vincitori della Copa de España 2021